# Самоникли (ТВ серија)
Самоникли је српска телевизијска серија из 2024. године.
Од 27. маја 2025. године емитује се на Суперстар ТВ.

## Радња
Серија прати живот познатог инфлуенсера Сваја, младића који је одрастао у дому за незбринуту децу. Када је имао 4 године остављен је испред дома са виолином и кључем на црвеној везици.
Управник дома, Бранко, на путу одрастања био је попут оца малом Цилету, како су Сваја звали у детињству, пружајући му безрезервно љубав и подршку. У дому је Циле стекао и најбољег пријатеља, Дулета и њих тројица су била Три мускетара.
Након што је напунио 18 година, Циле одлази из дома. Он и Дуле доносе одлуку да постану инфлуенсери Свај и Јесман. Путеви им се брзо разиђу јер Свај у жељи за брзим успехом пласира непримерен и провокативан садржај, а својим новим стилом живота заговара бахатост.
У својој намери успева, постаје миљеник маса на друштвеним мрежама и инфлуенсер са највећи бројем пратилаца у земљи. Одабир то пута, драматично га удаљава од Бранка и Дулета, а он, како каже стих његове песме постаје Сам себи довољан, живећи у луксузу и богатству. Могао је сада да има све што новац може да купи, али изгубио на том путу све што новац више није могао да врати...
Свеј спознаје да је на врху сам и да сви лажни пријатељи који се утркују око њега да му покажу дивљење га уствари мрзе и само чекају прилику да га збаце са трона. Осетивши то, Свеј креће у обрачун са њима и као резултат тога Свеј добија свог великог противника Спинера који је, осим што му завиди на његовом трону, сада острашћен и чињеницом да је одбачен из Свејевог друштва.
У тренутку када открије да је опет оболео од озбиљне болести од које се лечио у детињству, Свеј је усамљен и без правих пријатеља. Доноси одлуку да се повуче из виртуелног света на спектакуларан начин, организујући такмичење у којем ће главна награда бити његов профил.
Такмичење организује у својој кући где готово насумичним одабиром окупља групу младих, неафирмисаних инфлуенсера различитих интересовања. Међу такмичарима ће бити и Софи,инфлуенсерка, са којом ће Свеј остварити љубавну везу.

## Улоге
| Глумац                  | Улога           |
| ----------------------- | --------------- |
| Младен Леро             | Свеј            |
| Стефан Старчевић        | Јесман          |
| Маша Божовић            | Софи            |
| Теодор Винчић           | Алекс           |
| Мина Ненадовић          | Миа             |
| Лука Антонијевић        | Спинер          |
| Павле Марковић          | Мома            |
| Драга Ћирић Живановић   | Нана            |
| Игор Ђорђевић           | Бранко          |
| Борис Миливојевић       | Доктор Нејковић |
| Паулина Манов           | Вера            |
| Нела Михајловић         | Рада            |
| Изудин Бајровић         | Миле            |
| Милан Бобић             | Боле            |
| Данило Милић            | Ђоле            |
| Стефан Милићевић        | Циле            |
| Виктор Радишић          | Дуле            |
| Јован Петровић          | Џони            |
| Милица Кекић Мартиновић | Роса            |
| Ивона Раковић           | Јана            |
| Ана Радовановић         | Калина          |
| Јелена Благојевић       | Шљокица         |
| Алекса Могић            | Јоца            |
| Лазар Тешић             | Марко           |
| Ђорђе Николић           | Дарекс          |
| Андријана Мећава        | Ана             |